# Comunità montana del Turano
La Comunità montana del Turano è una delle più piccole comunità montane del Lazio, sita in provincia di Rieti.

## Comuni
La comunità montana consta di undici comuni:
- Collalto Sabino
- Collegiove
- Belmonte in Sabina
- Ascrea
- Castel di Tora
- Colle di Tora
- Nespolo
- Paganico Sabino
- Rocca Sinibalda
- Longone Sabino
- Turania